# Сражение при Монс Колубрариус
Сражение при Монс Колубрариус или Сражение при Змеиной горе — сражение в ходе Готской войны 436-439 годов, происходившее в 438 году, вероятно, около французской деревни Олонзак.
О битве при горе Колубрариус известно только из одного источника. Римский поэт Меробавд упоминает об этом в своем панегирике в честь императора Валентиниана III и его главнокомандующего Аэция.
После возобновления войны с вестготами весной 438 года сам Аэций временно принял на себя верховное командование. В продолжившихся боевых действиях он стал активно использовать против вестготов свои кавалерийские силы, которые, вероятно, включали весьма значительное количество союзных Риму гуннов, и заранее планировал, как использовать местность в своих интересах.
В сражении при Монс Колубрариус Аэций воспользовался узостью дефиле, в котором проходила извилистая дорога, и застал передовой отряд вестготов врасплох.

На горе, которую древние называли... Змеиной горой [Mons Colubrarius]... он, как обычно, застал врасплох и убил большую часть врагов. Когда пехотные отряды, которых было очень много, были разгромлены, он сам преследовал рассеивающиеся кавалерийские войска, подавляя тех, кто стоял твердо, своей силой, а тех, кто бежал, своей стремительной скоростью. Вскоре после этого на месте происшествия появился король [Теодорих] со своими оставшимися войсками и был поражен видом всех растоптанных тел...— Меробавд, Панегирик I
Разбив передовую часть вестготской колонны на извилистой дороге, Аэйий скрылся со своей кавалерией до того, как вестготские резервы под командованием Теодориха смогли достичь места резни. Аэций одержал крупную победу, по имеющимся данным, убив 8000 готов на поле боя. Хотя масштаб победы и число потерь противника, несомненно, преувеличены Меробавдом (так как это была хвалебная речь), похоже, что Теодорих потерпел серьезную неудачу. Однако поражение не было окончательным, поскольку вестготский король отказался капитулировать, и война продолжалась до 439 года.